# Honda NT 700 V Deauville
Die NT 700 V Deauville [do.vil] ist ein Motorrad des Fahrzeugherstellers Honda. Der Tourer wurde am 28. September 2006 auf der Zweiradmesse des Pariser Autosalons präsentiert. Sie wurde in Spanien von Montesa unter dem Werkscode RC 52 bis April 2010 und danach als RC 59 im Hondawerk Atessa in Italien bis 2012 gefertigt. Die Verkaufsbezeichnung leitet sich von einem französischen Seebad ab.

## Technische Daten

### Antrieb
Der flüssigkeitsgekühlte Zweizylindermotor erzeugt aus 680,2 cm³ Hubraum eine Nennleistung von 48 kW (65 PS) und ein maximales Drehmoment von 66 Nm bei einer Drehzahl von 6.500 min−1. Der quer eingebaute V-Motor hat einen Zylinderbankwinkel von 52 Grad. Die Bohrung des Viertaktmotors wurde gegenüber dem Vorgängermodell NT 650 V von 79 auf 81 mm Durchmesser vergrößert. Die zwei Kolben haben einen Hub von 66 mm bei einem Verdichtungsverhältnis von 10:1. In jedem Zylinderkopf rotiert eine kettengetriebene, obenliegende Nockenwelle (SOHC), welche zwei Einlass- und zwei Auslassventile ansteuert.
Das Motorrad beschleunigt in 5,4 s von 0 auf 100 km/h und erreicht eine Höchstgeschwindigkeit von 185 km/h.

### Kraftübertragung
Der Primärtrieb erfolgt über Zahnräder. Die Krafttrennung erfolgt durch eine mechanisch über Seilzug betätigte Mehrscheiben-Nasskupplung, die Drehmomentumwandlung durch ein Getriebe mit fünf Gängen. Eine Kardanwelle im Sekundärantrieb überträgt das Drehmoment vom Getriebeausgang zur Hinterachse.

### Elektrische Anlage
Die Starterbatterie hat eine Kapazität von 14 Amperestunden und versorgt den elektrischen Anlasser. Die Lichtmaschine erzeugt eine elektrische Leistung von 452 Watt.

### Kraftstoffversorgung
Die Gemischbildung erfolgt durch eine als PGM-FI bezeichnete Kraftstoffeinspritzung anstatt eines Vergasers bei der NT 650 V. Der durchschnittliche Kraftstoffverbrauch beträgt ca. 5,5 l auf 100 km bei einer Geschwindigkeit von 120 km/h. Der Kraftstofftank hat ein Volumen von 19,7 l, davon sind 3,5 l Reserve. Der Hersteller empfiehlt die Verwendung von bleifreiem Motorenbenzin mit einer Klopffestigkeit von mindestens 95 Oktan. Die Abgasnachbehandlung erfolgt durch einen geregelten Katalysator und unterschreitet die Schadstoffgrenzwerte der Abgasnorm Euro-3. Die Abgasanlage besteht aus Edelstahl.

### Fahrwerk
Das Fahrwerk baut auf einem Stahlrohrrahmen auf und hat hinten eine Stahlschwinge mit Zentralfederbein und hydraulischer Federvorspannung. Das Vorderrad wird von einer Teleskopgabel mit 43 mm Standrohrdurchmesser geführt. Am Vorderreifen verzögert eine Doppelscheibenbremse mit Drei-Kolben-Bremssätteln, hinten eine Scheibenbremse mit Zwei-Kolben-Bremssattel. Ein als Honda CBS bezeichnetes, kombiniertes Antiblockiersystem unterstützt die Verzögerung an beiden Bremsen.

## Kritiken
„Für Heizer und Kurven-Cracks ist sie nichts. Dafür lässt es sich mit der Deauville vielmehr unkompliziert die Landschaft geniessen. Dank der tollen Vollausstattung und der praktischen, integrierten Koffer wird sie zum guten Tourer, mit dem man viele schöne Stunden verbringen kann.“

„Zuverlässig, genügsam, unkapriziös. Ja, das steht sinngemäß schon bei der Transalp. Kein Wunder, werkelt doch derselbe Motor wie in der noch touristischer ausgelegten Deauville.“

„Wer sich mit der – zugegebenermaßen nicht auf den ersten Blick faszinierenden – Honda anfreunden kann, bekommt ein Motorrad geboten, das einem nie wieder ein schlechtes Gewissen beschert. Mit der Deauville möchte man einfach nur ganz viel fahren. Und was noch viel besser ist: Mit diesem unverschämt praktischen, bequemen, pflegeleichten, handlichen, gut verarbeiteten, ordentlich ausgestatteten und gar nicht mal so teuren Motorrad macht man es auch tatsächlich.“

„In Zeiten, in denen Maxime wie mehr Hubraum, mehr Leistung, weniger Gewicht gelten und den Verkaufserfolg bestimmen, kommt die Deauville wie ein Urahn aus vergangenen Zeiten daher. Es müssen nicht immer 130 PS und 1200 Kubik sein, die ein Motorrad zu einem komfortablen Tourer machen. Hier schwimmt die Deauville konsequent gegen den Strom. Ihr reicht ein Hubraumzuwachs von 33 auf 680 Kubikzentimeter, um auch im Zweipersonen-Betrieb für ausreichend Vortrieb zu sorgen.“